# Takayuki Arakaki
Takayuki Arakaki (jap. 新垣 貴之, Arakaki Takayuki; * 12. August 1996 in der Präfektur Okinawa) ist ein ehemaliger japanischer Fußballspieler.

## Karriere
Takayuki Arakaki erlernte das Fußballspielen in der Universitätsmannschaft der Ryūtsū-Keizai-Universität. Seinen ersten Vertrag unterschrieb er 2019 bei Giravanz Kitakyūshū. Der Verein aus Kitakyūshū, einer Großstadt in der Präfektur Fukuoka auf der Insel Kyūshū, spielte in der dritthöchsten Liga des Landes, der J3 League. 2019 wurde er mit dem Klub Meister der dritten Liga und stieg in die zweite Liga auf. Am Ende der Saison 2021 stieg er mit dem Verein als Tabellenvorletzter in die dritte Liga ab. Nach dem Abstieg verließ er den Klub und schloss sich dem Zweitligisten Montedio Yamagata aus der Präfektur Yamagata an. Nach elf Zweitligaspielen wechselte er die Saison 2024 auf Leihbasis zum Drittligisten FC Gifu. Für den Verein aus Gifu bestritt er 27 Drittligaspiele. Nach der Saison 2024 beendete er seine Karriere als Fußballspieler.

## Erfolge
Giravanz Kitakyūshū
- Japanischer Drittligameister: 2019  ▲